# Caleb Deschanel

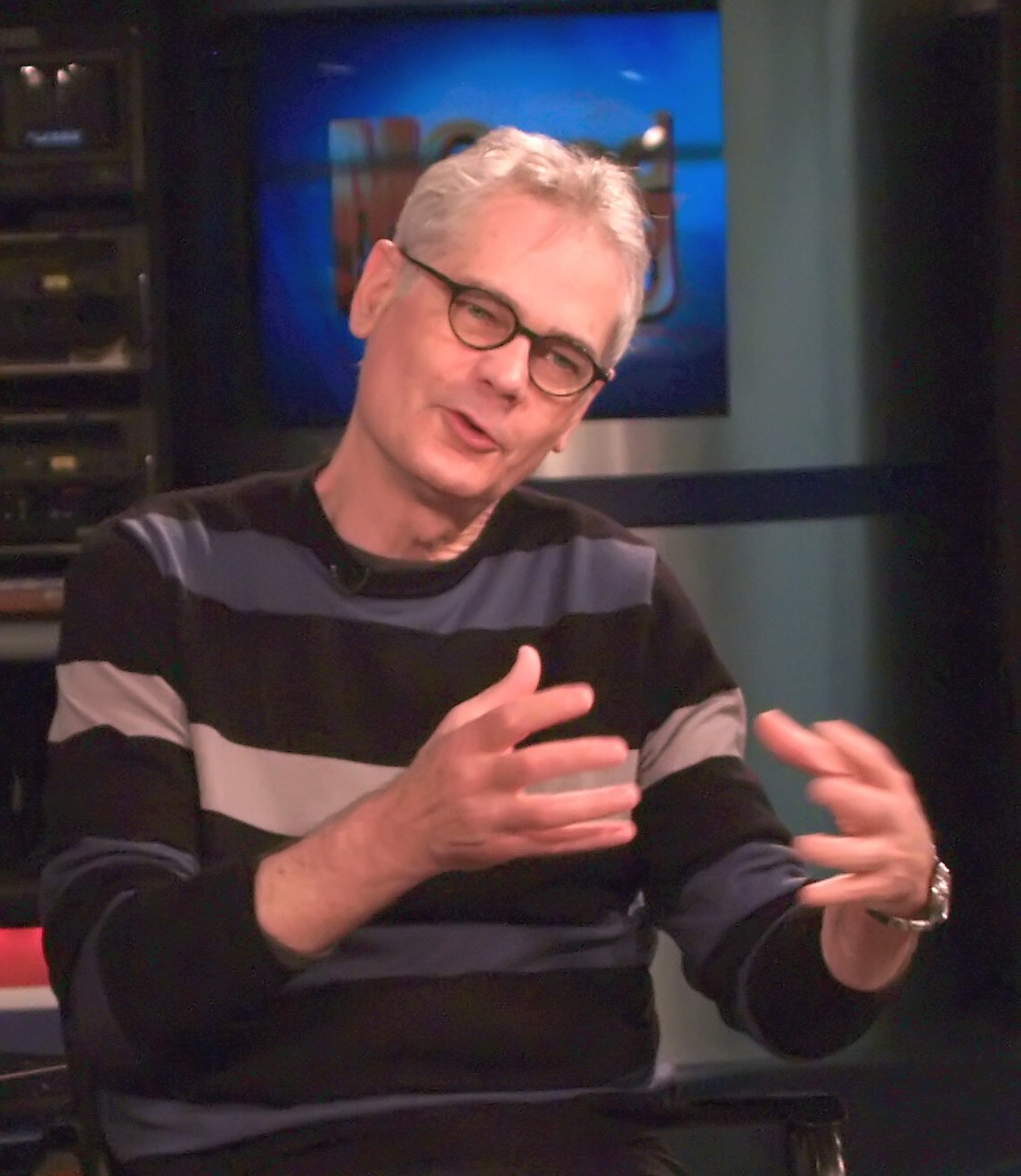
Caleb Deschanel (2009)

Joseph Caleb Deschanel (* 21. September 1944 in Philadelphia, Pennsylvania) ist ein US-amerikanischer Kameramann und Filmregisseur.

## Karriere
Sein Debüt als Regisseur gab er 1976 mit dem Kurzfilm Züge. Sein Spielfilmdebüt folgte 1982 mit Der große Zauber. 1990 führte er Regie in drei Folgen der Fernsehserie Twin Peaks. Ein Jahr zuvor drehte er den Abenteuerfilm Crusoe.
Für seine Arbeit als Kameramann wurde Deschanel bislang für sechs Oscars nominiert, das letzte Mal 2019 für den Film Werk ohne Autor. Er gewann darüber hinaus zahlreiche weitere Auszeichnungen, darunter bereits 1976 den Silbernen Bären der Berliner Filmfestspiele für den Kurzfilm Züge. 2010 erhielt er den ASC Lifetime Achievement Award.
Er ist seit dem 8. Juli 1972 mit der Schauspielerin Mary Jo Deschanel verheiratet und Vater der Schauspielerinnen Emily und Zooey Deschanel.

## Filmografie (Auswahl)
Kameramann
- 1979: The Party is over… Die Fortsetzung von American Graffiti (More American Graffiti)
- 1979: Der schwarze Hengst (The Black Stallion)
- 1979: Willkommen Mr. Chance (Being There)
- 1983: Der Stoff, aus dem die Helden sind (The Right Stuff)
- 1983: Let’s Spend the Night Together (Musikfilm mit den Rolling Stones)
- 1984: Der Unbeugsame (The Natural)
- 1985: Die Frau des Profis (The Slugger’s Wife)
- 1994: 2 Millionen Dollar Trinkgeld (It Could Happen to You)
- 1996: Amy und die Wildgänse (Fly Away Home)
- 1998: Eine zweite Chance (Hope Floats)
- 1999: Message in a Bottle – Der Beginn einer großen Liebe (Message in a Bottle)
- 1999: Anna und der König (Anna and the King)
- 2000: Der Patriot (The Patriot)
- 2003: Die Stunde des Jägers (The Hunted)
- 2003: Timeline
- 2004: Die Passion Christi (The Passion of the Christ)
- 2004: Das Vermächtnis der Tempelritter (National Treasure)
- 2006: Ask the Dust
- 2008: Die Geheimnisse der Spiderwicks (The Spiderwick Chronicles)
- 2008: Killshot
- 2009: Beim Leben meiner Schwester (My Sister’s Keeper)
- 2011: Killer Joe
- 2011: Dream House
- 2012: Abraham Lincoln Vampirjäger (Abraham Lincoln: Vampire Hunter)
- 2012: Jack Reacher
- 2014: Winter’s Tale
- 2016: The Beatles: Eight Days a Week – The Touring Years (Dokumentarfilm)
- 2016: Regeln spielen keine Rolle (Rules Don’t Apply)
- 2017: Unforgettable – Tödliche Liebe (Unforgettable)
- 2018: Werk ohne Autor
- 2019: Der König der Löwen (The Lion King)

Regisseur
- 1976: Züge (Trains, Kurzfilm)
- 1982: Der große Zauber (The Escape Artist)
- 1989: Crusoe
- 1990: Twin Peaks (Fernsehserie, drei Episoden)
- 2005: Law & Order (Fernsehserie, drei Episoden)
- 2007: Bones – Die Knochenjägerin (Bones, Fernsehserie, eine Episode)